# Dunstan z Canterbury
Dunstan z Canterbury (909 Baltonsborough – 19. května 988 Canterbury) byl anglický duchovní a politik, v letech 959–988 arcibiskup z Canterbury. Katolická, pravoslavná i anglikánská církev ho uznává jako svatého. Všechny slaví jeho svátek 19. května.

## Život

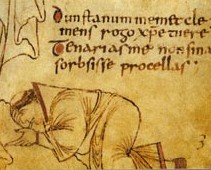
Pravděpodobný Dunstanův autoportrét v iluminovaném rukopisu Glastonbury Classbook

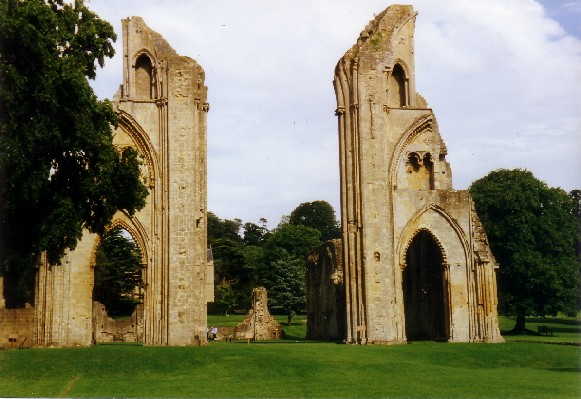
Ruiny opatství Glastonbury

Do politiky se prvně zapojil na dvoře krále Æthelstana, kde jej spiklenci obvinili z čarodějnictví a provozování černé magie. Byl nejen vyhnán, ale i zbit a uvržen do žumpy. Zachránil se, avšak později kvůli tomu onemocněl, byť asi ne leprou, jak se jeho okolí obávalo. Na jeho těle se objevily boláky, které si vyložil jako boží znamení a odpověď na jeho váhání, zda se má stát mnichem, a zda by zvládl celibát. A tak se roku 943 stal mnichem. Jeho mnišský život byl velmi rozmanitý, pracoval jako kovář, rytec, hrál na harfu a kreslil iluminace do knih. Proto je dosud patronem kovářů, zlatníků, zámečníků a hudebníků. Stal se také zpovědníkem Lady Æthelflæd, neteře krále Æthelstana. Když zemřela, odkázala mu značné jmění, které využil k oživení mnišského života v Anglii. Další peníze zdědil po smrti svého otce Heorstana. Stal se tak značně vlivným a po smrti krále Æthelstana ho nový král Edmund I. znovu pozval ke dvoru a přidělil mu funkci ministra. Připravil reformu klášterního života a obnovil institut opatství. Začal založením benediktinského kláštera v Glastonbury a sám do něj vstoupil jako benediktin. Za vlády krále Eadreda jeho vliv ještě stoupl a byl jmenován hlavním ministrem, což byla funkce odpovídající zhruba pozici premiéra. Byl hlavním strůjcem reforem, které se nelíbily zvláště pánům z Wessexu. Po nástupu Edwyho na trůn (955) Dunstan okamžitě svůj vliv ztratil. Spor s králem začal již během korunovace a vyvrcholil tím, že král nechal zbořit Dunstanův klášter a sám Dunstan musel uprchnout do Flander. Jeho působení poblíž Gentu posílilo vliv benediktinů v Nizozemsku. Jeho exil skončil již roku 957, kdy se šlechtici z Mercie a Northumbrie vzbouřili, krále svrhli a zvolili nového, Edgara, byť vládl jen na sever od Temže, zatímco jih zůstal věrný Edwymu. Edgar pak povolal Dunstana zpět do Anglie. Vzápětí byl zvolen biskupem Worcesteru, brzy poté i Londýna a roku 959, poté co Edgar ovládl celou zemi, nakonec i arcibiskupem z Canterbury, což byla již tehdy nejprestižnější církevní funkce v zemi, byť neměla ještě takovou roli jako po pozdějším odštěpení od Říma a vzniku anglikánské církve. Dunstan okamžitě zahájil velké reformy církve: prosazoval celibát, zakázal prodávání církevních úřadů za peníze a zvyk duchovních jmenovat příbuzné do úřadů pod jejich jurisdikcí. Bylo postaveno několik klášterů a ve velkých katedrálách mniši převzali místa sekulárních kanovníků. Souběžně znovu zastával funkci de facto premiéra. Nechal vycvičit speciální strážní jednotky, které na severu a na moři střežili zemi před vpádem Vikingů. Roku 973 prosadil druhou, slavnostní korunovaci krále Edgara, která měla zvláštní symbolický význam a je předlohou britského korunovačního ritu dodnes. Po Edgarově smrti  korunoval králem jeho syna, Eduarda Mučedníka. Nepřátelští šlechtici však vycítili slabost nového krále a zesílili tlak, který mířil hlavně na kláštery, symbol Dunstanových reforem. Mnoho mnichů bylo vyhnáno i zabito. V březnu 978 byl i král Eduard zavražděn, a to na zámku Corfe, možná z podnětu nevlastní matky. Její syn Æthelred II. byl zvolen novým králem. Jeho korunovace byla poslední státní událostí, které se Dunstan zúčastnil. S volbou nesouhlasil, prorokoval království zkázu a stáhl se z politického života, ačkoli úřad arcibiskupa formálně zastával až do roku 988. Prakticky působil jen v katedrále v Canterbury, zejména učil v katedrální škole.

## Hrob
Byl pohřben v katedrále v Canterbury, kde je jeho hrob uctíván dosud.

## Kult
Mniši z Glastonbury tvrdili, že před vypleněním Canterbury Dány v roce 1012 dali Dunstanovo tělo převézt pro jistotu do svého opatství. Oproti tomu arcibiskup William Warham  v roce 1508 otevřel hrobku v katedrále v Canterbury a Dunstanovy relikvie tam našel. Ještě v témže století však hrob byl zničen během anglické reformace.   
Dunstan patřil hned po národním patronovi, sv. Jiří, k nejoblíbenějším anglickým světcům, v období před anglikánskou reformou byl zastíněn Tomášem Becketem. 

## Ikonografie
- samostatné vyobrazení: biskup s insigniemi nebo mnich s křížem, vymítá ďábla.
- v rukou drží kladívko, kalich a podkovu jako atributy svých činností.
- Legendární epizody s nosem v kleštích a s podkovou: příběh zlidověl v anglickém folklóru. Líčí se Dunstanovo vítězství nad ďáblem, kterému jednou sevřel nos do kovářských kleští, a podruhé na kopyto přibil podkovu a odstranil ji teprve za slib, že čert už nikdy nenapadne místo, nad nímž visí podkova. To bývá pokládáno za pravděpodobný počátek tradice věšení podkovy „pro štěstí“ nade dveřmi obydlí, která se rozšířila i mimo Anglii.